# Entoloma ochromicaceum
Entoloma ochromicaceum är en svampart som beskrevs av Noordel. & Liiv 1992. Entoloma ochromicaceum ingår i släktet Entoloma och familjen Entolomataceae.  Artens status i Sverige är: Ej påträffad. Inga underarter finns listade i Catalogue of Life.